# 세르비아의 민병대 목록
아래 목록은 역사상 존재했던, 혹은 현존하는 세르비아의 준군사조직 목록이다. 이 목록에는 세르비아의 독립 이전 오스트리아-헝가리 시절 세르브인이 자체적으로 세운 준군사조직도 이에 포함된다.

## 1차 대전 이전
- 세르비아 민병대 - 대튀르크 전쟁(1683~1699년) 시기 활동했던 합스부르크 왕가의 민병대
- 세르비아 민병대 - 합스부르크 왕가 산하 세르비아 왕국의 민병대
- 세르비아 자유군단 - 오스트리아-튀르크 전쟁 (1788년~1791년) 시기 합스부르크 왕가의 민병대
- 세르비아 혁명군 - 1804~1817년 세르비아 봉기 당시 민병대
- 코미타디 - 19세기 말 활동한 반오스만 반군
- 세르비아 체트니크 조직 - 1903~1908년 시기 구 세르비아 지역과 마케도니아에서 활동한 반오스만 반군

## 발칸전쟁과 제1차 세계 대전 시기
- 세르비아 체트니크 조직 - 세르비아 왕립 육군 산하 편제로 활동. 발칸 전쟁과 제1차 세계 대전 참전.
  - 불가리아 반도적단 협회 - 전간기 마케도니아 지역의 대테러 부대
- 흑수단 - 반오스트리아 비밀 조직
  - 나로드나 오드브라나 - 흑수단과 협력하며 발칸 전쟁 시기 마케도니아 지역에서 전쟁 범죄를 일으킨 군사 조직[1]
  - 청년 보스니아 - 흑수단과 밀접한 관련을 맺은 조직
- 백수단 - 세르비아-크로아티아-슬로벤 왕국의 비밀 군사조직. 흑수단의 영향력에 대항하기 위해 창설됨.

## 2차 세계 대전 시기
- 체트니크
  - 림-산자크 체트니크 분견대
  - 디나라 사단
- 페차나츠 체트니크
- 세르비아 의용군

## 유고슬라비아 전쟁 시기
- 크니냐스 - 드라간 바실코비치가 지휘한 세르브인의 민병대. 크로아티아 지역에서 활동.
- 세르비아 의용방위군 - "아르칸의 호랑이"로도 알려짐.[2] 크로아티아와 보스니아 지역에서 활동한 세르브인 민병대.
- 세르비아 방위군 - 세르비아 부흥 운동당의 사병 조직
- 강인왕 두샨 - 세르비아 국가재건당의 사병 조직. 크로아티아 지역에서 활동.
- 흰 독수리 - "셰셀의 사람들"로도 알려짐.[2] 세르비아 급진당의 사병 조직. 크로아티아와 보스니아 지역에서 활동.
- 부차크의 늑대 - 세르브계 보스니아인의 민병대. 크로아티아와 보스니아 지역에서 활동.
- 노란 말벌 - 세르브계 보스니아인의 민병대. 보스니아 포드리네 지역에서 활동.
- 전갈 - 세르브인의 민병대. 보스니아, 크로아티아, 코소보 지역에서 활동.
- 세르비아 매 - 보스니아 지역에서 활동
- 그리스 의용방위군 - 스릅스카 공화국군의 그리스인을 모은 민병대. 크로아티아와 보스니아 지역에서 활동.
- 자칼 - 코소보 지역에서 활동

## 현존
- 세르비아의 명예

## 같이 보기
- 체트니크 - 양차 대전과 유고슬라비아 전쟁 시기 여러 차례 수립되었던 세르브인의 준군사조직이다.
- 세르비아의 극우 정치
- 세르비아의 현대사
- 세르비아 하이두크
- 세르비아 자원군
- 유고슬라비아 파르티잔